# Storms in Africa
«Storms In Africa» es una canción de Enya incluido en su álbum más destacado Watermark de 1988. La canción fue lanzada como un sencillo en junio de 1989 llegando al puesto #41 en las listas de música en el mundo. Originalmente interpretada en gaélico en álbum Watermark, el tema fue reescrito en inglés y arreglado para hacer más rápido su tempo, dando como resultado la segunda parte del tema, el cual es la pista principal del sencillo. Luego de la publicación de 
Watermark, se confeccionaron varias ediciones de este álbum, de las cuales algunas incluían la segunda parte de Storms In Africa aunque posteriormente en las publicaciones del álbum se omitió este tema dejando las 11 pistas como en su versión original. El tema fue incluido en la banda sonora de la película Green Card de Peter Weir de 1990, junto con las melodías River y Watermark, ambas provenientes de su álbum Watermark.

## Lista de temas
- Edición en LP

| Lado A |                             |          |  |
| N.º    | Título                      | Duración |  |
| 1.     | «Storms In Africa (Part 2)» | 3:01     |  |
| 2.     | «Storms In Africa»          | 4:02     |  |
| 7:03   |                             |          |  |

| Lado B |             |          |  |
| N.º    | Título      | Duración |  |
| 1.     | «The Celts» | 2.58     |  |
| 2.     | «Aldebaran» | 3:05     |  |
| 6:03   |             |          |  |

- Edición en CD

| N.º | Tema                        | Duración |
| --- | --------------------------- | -------- |
| 1.  | "Storms In Africa (Part 2)" | 3:01     |
| 2.  | "The Celts"                 | 2:58     |
| 3.  | "Aldebaran"                 | 3:05     |
| 4.  | "Storms In Africa"          | 4:02     |